# SBB Eem 923
Die Eem 923 der SBB Cargo ist eine Zweikraftlokomotive für den leichten Zustell- und Rangierdienst. Die Lokomotive wird von der Herstellerfirma Stadler Rail als «Butler» bezeichnet.

## Geschichte

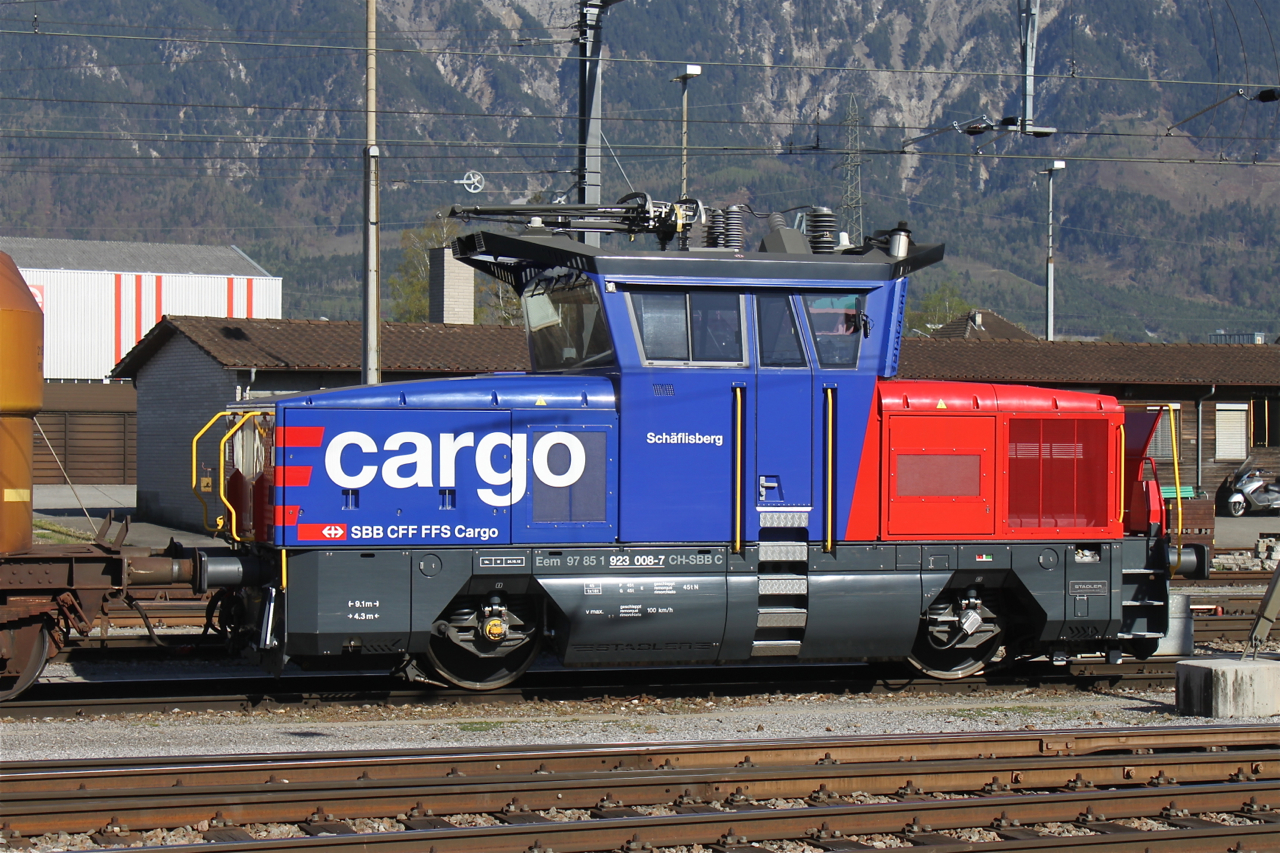
Eem 923 008 in Buchs

Bei der SBB Cargo sind verschiedene Loktypen für den vorgesehenen Dienst in Betrieb, die jedoch bezüglich Alter, Leistungsfähigkeit und Ökobilanz nicht mehr den Anforderungen der 2010er-Jahre entsprechen. Bei einer Zustellung, bei dem der letzte Streckenabschnitt nicht elektrifiziert ist, muss entweder ein Lokwechsel vorgenommen werden, oder es wird die gesamte Strecke mit einer Diesellokomotive gefahren, obwohl ein Grossteil der Strecke elektrifiziert ist. Für die neue Lokomotive hatten sechs Hersteller Offerten eingereicht, wobei jene von Stadler Rail insbesondere wegen der guten Ökobilanz und den niedrigen Betriebskosten die Ausschreibung gewann. SBB Cargo gab daraufhin 30 Hybridlokomotiven im Wert von knapp 88 Millionen Franken bei Stadler Winterthur in Auftrag. Ziel der SBB war es, bis 2015 den Kohlendioxid-Ausstoss um 15'000 Tonnen zu reduzieren. Mit jährlichen Einsparungen von 9000 Tonnen stellt die Beschaffung der Eem 923 die wichtigste Einzelmassnahme dar.

## Technik
Die Eem 923 basiert zu einem grossen Teil auf den bei der SBB im Personenverkehr bereits in Betrieb befindlichen Ee 922. Der Antrieb erfolgt über zwei Drehstrom-Asynchronmotoren mit Stromrichtern auf IGBT-Basis. Für die fahrdrahtunabhängige Energieerzeugung ist ein dieselelektrischer Antrieb mit einem 336 kW starken Dieselmotor vorhanden.

## Einsatz
Vornehmlich werden die Rangierlokomotiven im leichten Zustell- und Rangierdienst eingesetzt; dank der Höchstgeschwindigkeit von 120 km/h können die Rangierlokomotiven aber auch im leichten Streckeneinsatz verwendet werden. Die Auslieferung der 30 Fahrzeuge erfolgte in den Jahren 2012/13. Zudem sicherte sich SBB Cargo eine Option auf weitere Fahrzeuge, die bei Bedarf in den folgenden Jahren eingelöst wird. Die erste Lokomotive wurde am 8. März 2012 in Betrieb genommen.

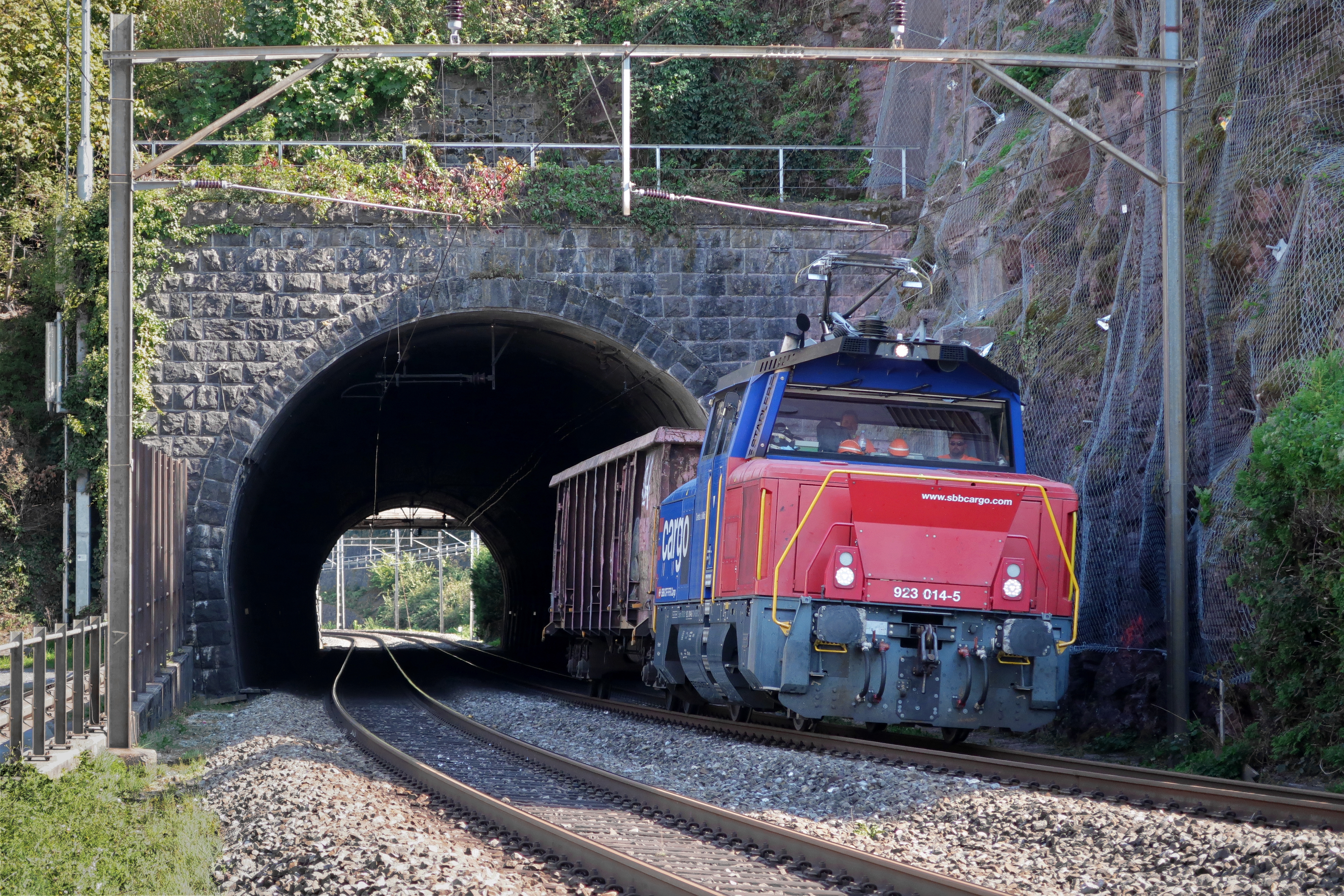
Eem 923 014 im Bühltunnel bei Murg SG
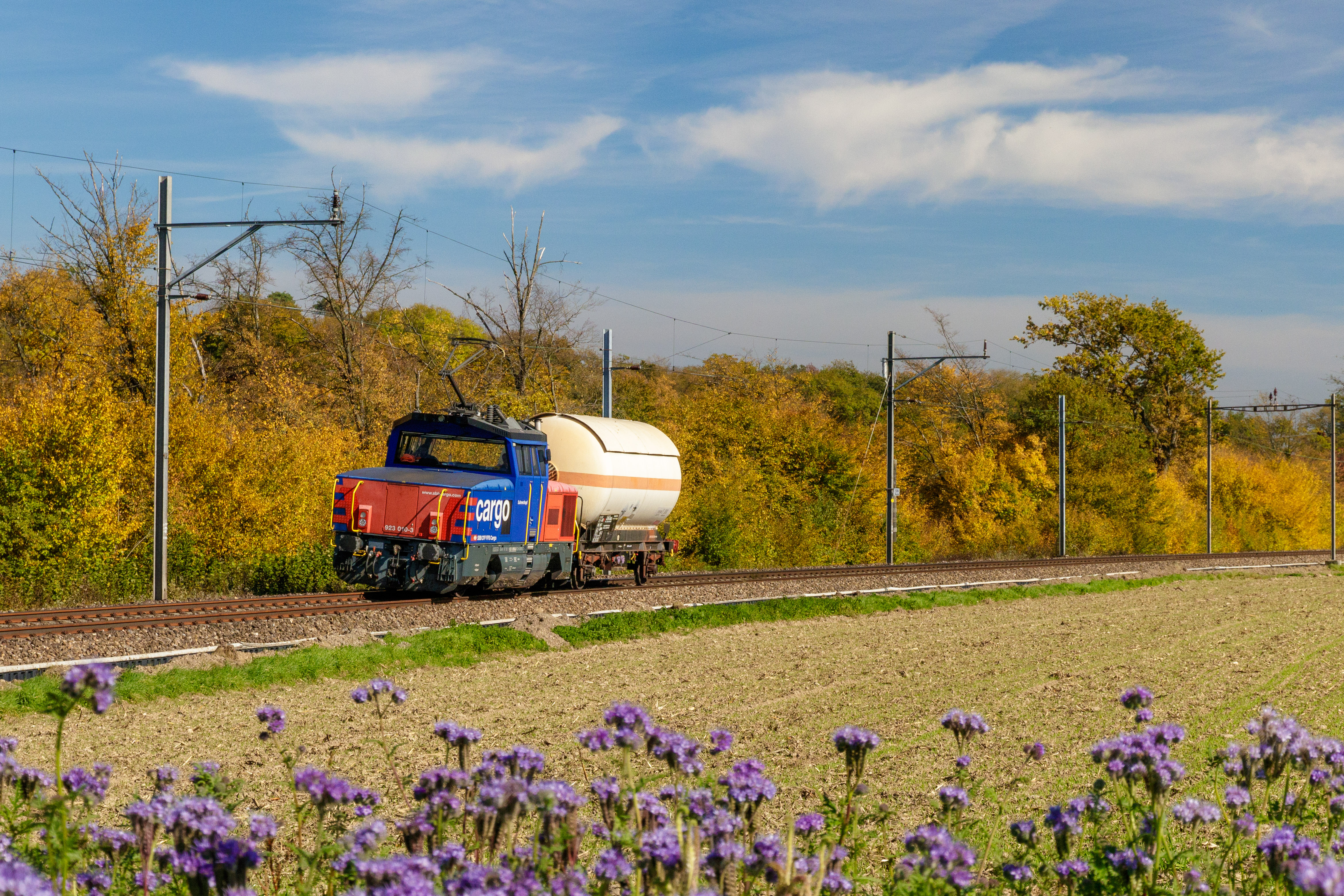
Eem 923 010 zwischen Koblenz und Laufenburg
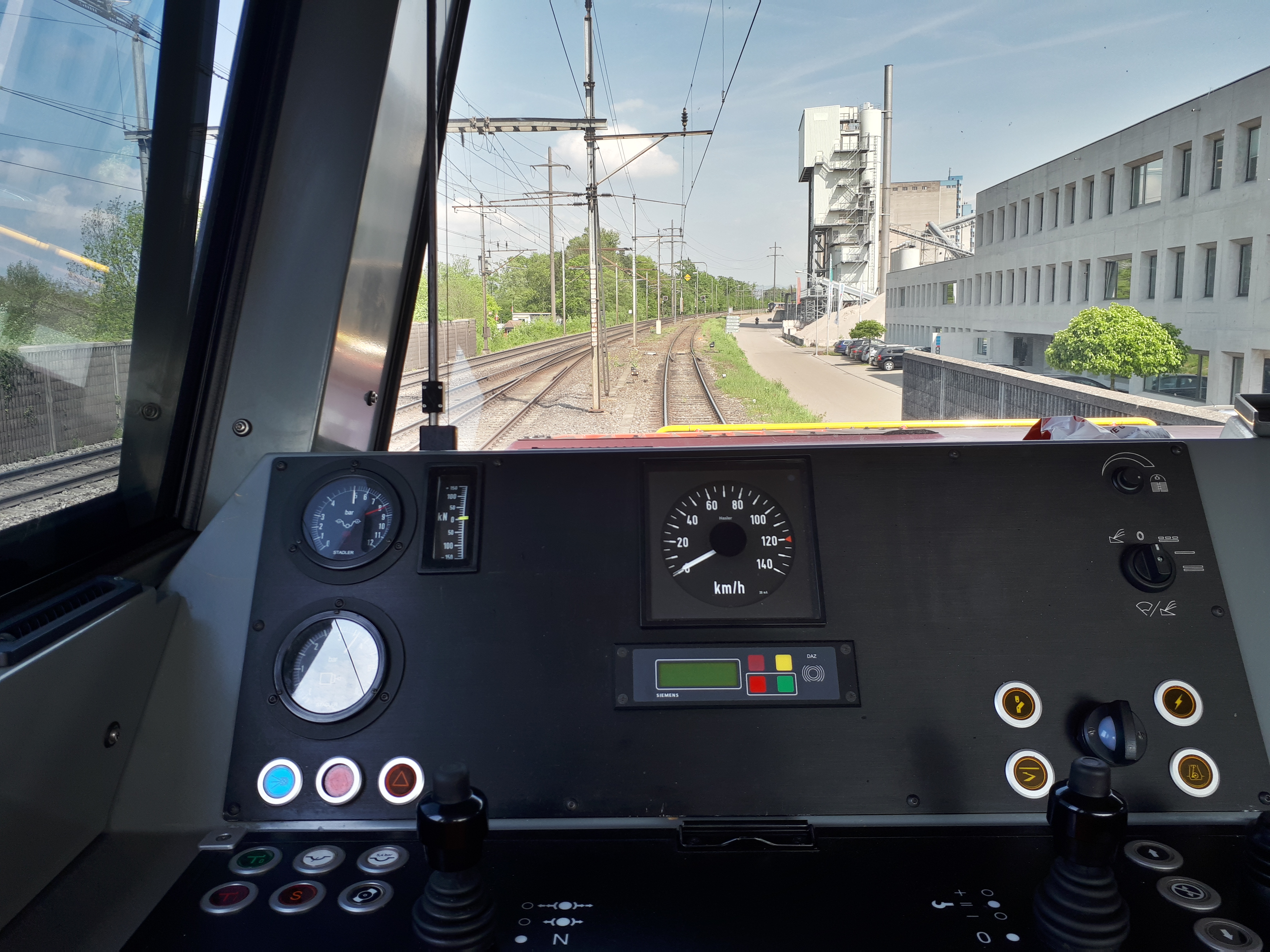
Führerstand

## Auszeichnungen
Der Schienenfahrzeughersteller Stadler ist für die Entwicklung der innovativen Zweikraftlokomotive Eem 923 im Jahr 2012/2013 mit dem Innovationspreis des Privatbahn Magazin ausgezeichnet worden.

### Taufnamen
Die in Zofingen stationierte Lok 923 001 erhielt den Namen des dortigen Hausberges «Heitern», auch die weiteren Lokomotiven sollen nach lokalen Bergen benannt werden. Die Auswahl des Taufnamens trifft hierbei das örtliche Produktionsteam der SBB Cargo.
| Nummer  | Bezeichnung  | Nummer  | Bezeichnung   | Nummer  | Bezeichnung                        |
| ------- | ------------ | ------- | ------------- | ------- | ---------------------------------- |
| 923 001 | Heitern      | 923 011 |               | 923 021 | Tourbillon                         |
| 923 002 | Brästenegg   | 923 012 | Chaumont      | 923 022 |                                    |
| 923 003 | Stählibuck   | 923 013 | Le Moléson    | 923 023 | Dent de Vaulion                    |
| 923 004 | Roggen       | 923 014 | Dents du Midi | 923 024 | Fronalpstock                       |
| 923 005 | Oberberg     | 923 015 | Mont Vully    | 923 025 | Schlossberg                        |
| 923 006 | Born         | 923 016 | Le Jorat      | 923 026 | Hofberg                            |
| 923 007 | Schoren      | 923 017 | Frienisberg   | 923 027 | Montagne de Boujean / Bözingenberg |
| 923 008 | Schäflisberg | 923 018 |               | 923 028 | Geissberg                          |
| 923 009 | Alvier       | 923 019 | La Berra      | 923 029 | Rossberg                           |
| 923 010 | Suhrerchopf  | 923 020 | Stockhorn     | 923 030 | Chestenberg                        |